# Бальмен, Александр Петрович
Алекса́ндр Петро́вич де Бальмен (1819 — 1879) — граф, генерал-лейтенант, участник кавказской и русско-турецкой войн из рода де Бальмен.

## Биография
Из дворян Полтавской губернии, православного вероисповедания. Сын Петра Антоновича Бальмена, племянник Александра Антоновича Бальмена, русского комиссара при Наполеоне I во время пребывания последнего на острове Св. Елены в 1815—1821 гг. (его записки помещены в «Русском архиве» за 1868 г.), внук генерал-губернатора графа Курского и Орловского, командира отдельного Кавказского корпуса Антона Богдановича Бальмена. Воспитание получил в частном учебном заведении, а в 19 лет поступил на военную службу унтер-офицером в Ахтырский полк. В 1843 году в чине поручика был прикомандирован к штабу 5-го армейского корпуса, для исправления должности адъютанта при начальнике штаба войск следовавших на Кавказ, куда он и отправился в начале 1844 года.
Проходя военную службу на Кавказе граф де-Бальмен показал свою храбрость и мужество в делах против горцев. Особенно он отличился 11 июля 1844 года при селении Шикарташ, а на следующий день 12 июля при овладению переправой и переходом через Сулак. Под сильным неприятельскими выстрелами, при взятии завалов и укреплении на левом берегу Сулака к аулу Герхей. За это отличие граф де Бальмен получил боевую награду.
По окончании первого периода военных действий против горцев, он возвратился в свой полк, а в 1848 году переведён в Кавалергардский Его Величества полк. Служа потом в различных полках к которым он бывал прикомандирован или переводим. В чине полковника назначен командиром 12-го гусарского Ахтырского полка, а в 1872 году назначен командующим Лейб-гвардейским Гродненским гусарским полком и в том же году произведен в генерал-майоры.
Затем он был командирован за границу, для присутствования на манёврах австрийских войск. Перед русско-турецкой войной он был назначен командиром 3-й бригады 2-й гвардейской кавалерийской дивизии. 30 декабря кавалерийский отряд под его командованием занял Бетреново.